# Wikiracing

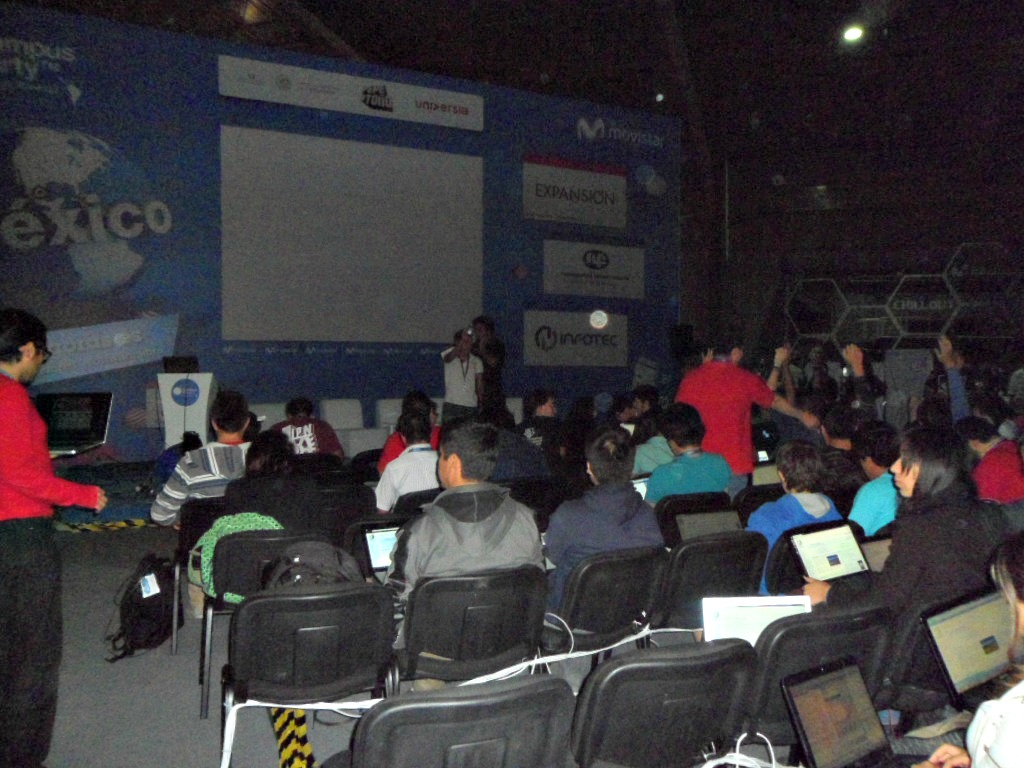
WikiWars en Campus Party

Wikiracing est un jeu utilisant l'encyclopédie en ligne Wikipédia qui se concentre sur la traversée de liens d'une page à l'autre,,. Il existe de nombreuses variantes et porte différents noms, notamment « Wikipedia Game », « Wikipedia Maze », « Wikispeedia », « Wikiwars », « Wikipedia Ball » et « Litner Ball ». Des sites web externes ont été créés pour faciliter le jeu.
Le Seattle Times l'a recommandé comme un bon passe-temps éducatif pour les enfants et la Larchmont Gazette a déclaré : « Bien que je ne connaisse aucun adolescent qui se blottirait contre une encyclopédie pour une bonne lecture, j'ai entendu dire que beaucoup la lisent en jouant au Wikipedia Game ».
L'Amazing Wiki Race a été une épreuve aux TechOlympics (en) et aux Olympiades des premières années de Yale.
Le nombre moyen de liens séparant toute page de la Wikipédia en anglais de la page du Royaume-Uni est de 3,67. D'autres règles courantes, telles que la non-utilisation de la page des États-Unis, augmentent la difficulté du jeu.
Depuis juillet 2019, un site web et un jeu connu sous le nom de The Wiki Game ont été créés, permettant aux joueurs de s'affronter sur un serveur, pour plus de points et de reconnaissance sur le serveur. Le jeu a atteint une plus grande reconnaissance car des stars d'Internet comme Game Grumps y ont joué sur leurs canaux. Il existe également une version sur l'App Store, dans laquelle les joueurs peuvent faire différents styles Wikirace à partir de leur téléphone.

## Variantes
Le wikiracing comporte de nombreuses variantes, mais en voici quelques exemples :
- Speed Wiki, dans laquelle les participants s'affrontent pour atteindre la page d'arrivée (préalablement convenue), dans un temps limité. Le premier qui atteint la page finale dans le délai imparti est ainsi couronné gagnant[8].
- Click Wiki, dans laquelle les participants font la course pour atteindre la page finale avec le moins de clics ou dans un certain nombre de clics.
- Wikispeedia, dans laquelle le participant reçoit deux articles Wikipédia ou peut en choisir deux. À partir du premier article, son objectif est d'atteindre le second, exclusivement en suivant les liens des articles qu'il rencontre. « En plus de perdre un temps précieux et d'apprendre des faits intéressants mais inutiles sur Wikipédia », il fournit également des données pour la recherche du Data Science Lab, un groupe de recherche de la School of Computer and Communication Sciences de l'École Polytechnique Fédérale de Lausanne (EPFL) à Lausanne, en Suisse[9].